# Marc-André ter Stegen
Marc-André ter Stegen (* 30. dubna 1992 Mönchengladbach) je německý profesionální fotbalový brankář a reprezentant, který od roku 2014 působí v klubu FC Barcelona. Před španělským angažmá působil v německém klubu Borussia Mönchengladbach.
V průběhu jeho působení v Barceloně se stal jedním z nejlepších brankářů fotbalového světa, jehož přednostmi jsou mimo jiné dobré reflexy a rychlé rozhodování, navíc je typem moderního brankáře schopného zastoupit roli libera, od něhož mužstvo buduje útok.
Na reprezentační úrovni se stal roku 2009 vítězem mládežnického evropského mistrovství hráčů do 17 let. Později se zúčastnil evropského turnaje Euro 2016 (dosaženo semifinále), roku 2017 vítězného Konfederačního poháru FIFA a světových šampionátů v letech 2018 a 2022. Období jeho reprezentační kariéry zastiňuje konkurence v podobě Manuela Neuera na postu brankářské jedničky.

## Klubová kariéra
Marc-André ter Stegen je odchovancem německého klubu Borussia Mönchengladbach, v jehož A-týmu se poprvé objevil během sezóny 2010/11. V lednu 2014 bylo jeho jméno spojováno s přestupem do slavného katalánského velkoklubu FC Barcelona, kam nakonec po skončení sezony 2013/14 a odchodu brankářské jedničky Barcelony Víctora Valdése přestoupil. Podepsal pětiletý kontrakt. V Barceloně podává úžasné výkony a v sezóně 2017/18 pouze dvakrát prohrál.[zdroj?]

### FC Barcelona
Přestupem do Barcelony se stal druhým německým brankářem v tomto klubu po Robertu Enkem.

#### První sezóna – 2014/15
Po přestupu se ter Stegen zranil ještě před začátkem sezóny 2014/15 a trenér Luis Enrique tak v lize spoléhal na Claudia Brava.
Poté co problémy se zády pominuly, byl nasazován do zápasů španělského poháru a Ligy mistrů. Debut v Lize mistrů zaznamenal 17. září ve skupinovém utkání proti kyperskému APOEL FC.
Ter Stegen dopomohl k zisku domácího poháru ve finále konaném 30. května 2015, soupeřem byl baskický celek Athletic Bilbao.
Stejný výsledek 3:1 se opakoval ve finále Ligy mistrů proti Juventusu, ve kterém Barcelona úspěšně završila treble. Jediným finálovým střelcem, který ter Stegena překonal byl Álvaro Morata.

#### Druhá sezóna – 2015/16
V gruzínském Tbilisi dne 11. srpna pomohl získat Superpohár UEFA, do jeho branky ale hráči Sevilly dostaly balón celkem čtyřikrát. Zásluhou Pedra ovšem Barcelona vyhrála 5:4 v prodloužení.
Až ve své druhé sezóně za Blaugranas si poprvé prožil utkání La Ligy, a to dne 12. září 2015. Barcelona překonala Atlético Madrid 2:1.
Na jaře 2016 vyjádřil nespokojenost se situací ohledně trenérova rotování branářů, chytal totiž opět zejména pohárové zápasy, zatímco Claudio Bravo ty ligové.

#### Třetí sezóna – 2016/17
Na začátku sezóny 2016/17 si přivodil zranění s kolenními vazy. Zameškal proto dvojzápas Španělského superpoháru se Sevillou.
Srpnový transfer chilského brankáře Brava do Manchesteru City uvolnil ter Stegenovi místo brankářské jedničky, náhrada za Brava v podobě nizozemského brankáře Jaspera Cillessena totiž počítala s pozicí brankářské dvojky.
Proti Celticu v zářijovém utkání Ligy mistrů chytil za stavu 1:0 pro Barcelonu penaltu Moussy Dembélého a zabránil tak skotskému mužstvu vyrovnat. Barcelona utkání vyhrála 7:0.
Na galicijské půdě 2. října proti týmu Celta Vigo prohrála Barcelona 3:4. Na prohře měl podíl rovněž ter Stegen, který zavinil první a čtvrtý gól soupeře.
Na konci května prodloužil smlouvu do roku 2022, jeho výkupní položka byla nastavena na 180 milionů eur.
Barcelona vyhrála ligu s 93 body a náskokem 14 bodů na Atlético Madrid, které bylo jediným týmem s méně obdrženými góly než Barcelona.

#### Čtvrtá sezóna – 2017/18
Barcelona v srpnu dvakrát konfrontovala Real Madrid ve španělském superpoháru. Ter Stegen odchytal obě utkání, ale nezabránil porážkám 1:3 a 0:2.
Proti Juventusu v září na úvod skupiny Ligy mistrů pomohl svými zákroky k výhře 3:0, když zabránil příležitostem De Sciglia, Dybaly a Pjaniće.
V La Lize neporažená Barcelona 14. října zavítala na stadion Atlética Madrid, kde nakonec uhrála remízu 1:1. Ter Stegen tak inkasoval v utkání 8. ligového kola teprve potřetí a vychytal i dvě šance Antoineho Griezmanna.
Proti Athleticu Bilbao 28. října ve španělské La Lize (10. kolo) se přičinil u výhry 2:0 a pomohl vyhrát deváté ligové utkání z deseti. Patřil k nejlepším hráčům svého mužstva, připsal si čtyři zákroky a zabránil šancím soupeřova útočníka Aritze Adurize.
Na jaře v dubnu proti Celtě Vigo vedl tým na hřišti jako kapitán a dvěma zákroky se podílel na remíze 2:2. Ligovou neporazitelnost natáhla Barcelona na 40 zápasů a ter Stegen jako jediný hráč mužstva nechyběl ani minutu této série.
Na konci dubna vyhrála Barcelona na půdě Deportiva La Coruña 4:2 a zajistila si titul.

#### Pátá sezóna – 2018/19
Pěti zákroky pomohl v říjnu k výhře 4:2 nad Sevillou v 9. kole La Ligy a patřil mezi nejlepší hráče katalánského týmu.
Vítězné utkání proti Leganés 21. ledna 2019 v La Lize bylo pro ter Stegena 100. utkáním ve dresu Barcelony, to se žádnému jinému německému brankáři nepodařilo.
Kvůli zranění přišel o finále španělského poháru proti Valencii,
proti které Barcelona prohrála.

#### Šestá sezóna – 2019/20
Na úvod skupinové fáze Ligy mistrů vychytal ter Stegen fotbalisty Borussie Dortmund a pomohl k remíze 0:0. Musel čelit zejména svému německému krajanovi Marcu Reusovi, který zahrával penaltu, ter Stegena ale ani z dorážky nepřekonal.
Další týden proti Getafe v La Lize se musela Barcelona obejít bez Lionela Messiho. O vítězství 2:0 se tak zasloužili Junior Firpo a ještě předtím Luis Suárez, jehož našla daleká přihrávka od ter Stegena.
Zaskvěl se také zákrokem proti Ángelu Rodríguezovi.
Během 21. století se dosud žádnému jinému barcelonskému brankáři nepodařilo zaznamenat gólovou asistenci (k srpnu 2020).
Ve vítězném utkání proti Seville 6. října nastoupil ke svému 200. klání ve dresu Barcelony, která vyhrála 4:0.

#### Sedmá sezóna – 2020/21
Po srpnové operaci kolena přišel o úvodní pasáž nejen ligové sezóny 2020/21. Prodloužení smlouvy do roku 2025 bylo oznámeno dne 20. října. Její součástí byla výkupní klauzule v částce 500 milionů eur. Venkovní výhra 4:0 nad Dynamem Kyjev 24. listopadu v rámci Ligy mistrů pro něho měla zvláštní význam – odchytal totiž 100. zápas za Barcelonu bez obdrženého gólu.
Ve svém 250. zápase za katalánský klub 6. ledna 2021 přispěl k ligové výhře 3:2 proti Athleticu Bilbao na jejich stadionu San Mamés. Překonáním Pedra Artoly (249 zápasů) se vměstnal do elitní pětice brankářů s nejvíce starty v klubu a před ním byli již jen Salvador Sadurní (332), Antoni Ramallets (387), Andoni Zubizarreta (410) a Víctor Valdés (535). Ve finále domácího poháru Copa del Rey odehraném 17. dubna 2021 byl na vítězné straně, poté co jeho spoluhráči zařídili výhrou 4:0 nad Athleticem Bilbao zisk rekordní 31. „Copy“ v klubové historii.

#### Osmá sezóna – 2021/22
Na hřišti Sevilly 21. prosince 2021 odchytal svůj 300. soutěžní zápas za Barcelonu, při remíze 1:1 obdržel za katalánský klub symbolicky svůj 300. gól.

#### Devátá sezóna – 2022/23
Mistrovský titul si Barcelona zajistila po čtyřech letech v barcelonském derby proti Espanyolu odehraném 14. května 2023, ve kterém výsledkem 4:2 zvítězila. Za sezónu inkasoval v lize jen v 18 případech a prvně v kariéře byl proto oceněn Zamorovou trofejí. Ve španělském fotbale vyrovnal počin brankáře Paca Liaña ze sezóny 1993/94, oba brankáři dokázali uhájit čisté konto celkově v 26 utkáních. V průměru inkasovaných gólů vyrovnal rekord držený Janem Oblakem a právě Pacem Liañou.

## Reprezentační kariéra
Reprezentoval Německo v mládežnických kategoriích.
S německou mládežnickou reprezentací do 17 let vyhrál domácí Mistrovství Evropy v roce 2009 po finálové výhře 2:1 nad vrstevníky z Nizozemska.

Zúčastnil se Mistrovství světa hráčů do 17 let 2009 v Nigérii, kde mladí Němci vypadli v osmifinále proti Švýcarsku po výsledku 3:4 po prodloužení. 

Trenér Horst Hrubesch jej nominoval na Mistrovství Evropy hráčů do 21 let 2015 konané v Praze, Olomouci a Uherském Hradišti.

### A-mužstvo
V A-mužstvu Německa debutoval 26. května 2012 v přátelském zápase proti Švýcarsku, kde inkasoval pět gólů (porážka 3:5).
Trenér Joachim Löw jej zařadil do závěrečné 23členné nominace na EURO 2016 ve Francii. Němci získali na turnaji bronzové medaile, v semifinále je vyřadila domácí Francie po výsledku 0:2. Na turnaji byl náhradníkem a nezasáhl do žádného zápasu, brankářskou jedničkou byl Manuel Neuer.
Ter Stegen byl součástí 23členné nominace trenéra Joachima Löwa pro Mistrovství světa 2018 v Rusku společně s reprezentační jedničkou Manuelem Neuerem po zranění a brankářskou trojkou Kevinem Trappem.
Představil se na Mistrovství světa v Kataru, které arabská země pořádala v listopadu a prosinci roku 2022. Na turnaji nenastoupil, jedničkou totiž pro trenéra Hanse-Dietera Flicka nadále zůstával Neuer. Německo podruhé v řadě nepostoupilo ze skupiny.

## Úspěchy
Klubové
FC Barcelona
- 5× vítěz Primera División – 2014/15, 2015/16, 2017/18, 2018/19, 2022/23
- 5× vítěz španělského poháru Copa del Rey – 2014/15, 2015/16, 2016/17, 2017/18, 2020/21
- 2× vítěz španělského superpoháru Supercopa de España – 2018, 2022/23
- 1× vítěz Ligy mistrů UEFA – 2014/15
- 1× vítěz Superpoháru UEFA – 2015
- 1× vítěz Mistrovství světa klubů FIFA – 2015

Reprezentační
Německá reprezentace U17
- 1× vítěz Mistrovství Evropy hráčů do 17 let – 2009

Německá reprezentace
- 1× vítěz Konfederačního poháru FIFA – 2017

Individuální
- Medaile Fritze Waltera v kategorii U17 – 2009 (bronzová medaile)[53]
- Tým roku podle UEFA – 2018[54]
- Sestava sezóny Ligy mistrů UEFA – 2014/15,[55] 2018/19[56]
- Nejlepší jedenáctka podle ESM – 2017/18,[57] 2018/19,[58] 2019/20[59]